# Kapitolkomplex

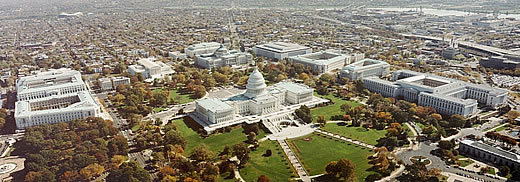
Luftaufnahme aus Richtung Nordwest

Der Kapitolkomplex (United States Capitol Complex) ist eine Gruppe von etwa einem Dutzend Gebäuden und Einrichtungen, die sich in Washington, D.C. um das Kapitol gruppieren. Er beherbergt vor allem Einrichtungen, die ursprünglich im Kapitol selbst untergebracht waren, für die im Hauptgebäude jedoch im Laufe der Zeit der Platz zu knapp wurde. Darunter befinden sich mehrere Gebäude der Library of Congress und des Supreme Courts. Die Verwaltung und Aufsicht über das Ensemble hat der Architekt des Kapitols.

## Einrichtungen

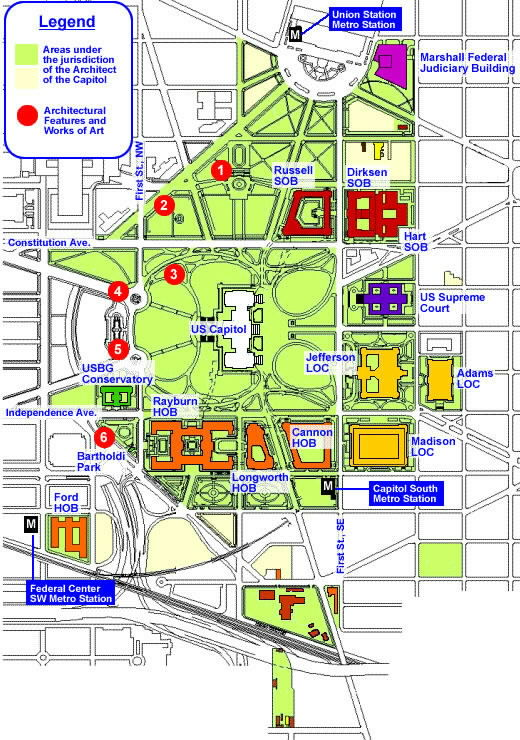
Karte des Kapitolkomplexes

Das Kapitol ist das zentrale Gebäude des Ensembles. Um es herum gruppiert sind:
- Bürogebäude des Repräsentantenhauses
  - Cannon House Office Building
  - Ford House Office Building
  - Longworth House Office Building
  - Rayburn House Office Building
- Bürogebäude des Senats
  - Dirksen Senate Office Building
  - Hart Senate Office Building
  - Russell Senate Office Building
- Gebäude der Bundesgerichte
  - Supreme Court Building
  - Thurgood Marshall Federal Judiciary Building
- Gebäude der Library of Congress
  - John Adams Building
  - Thomas Jefferson Building
  - James Madison Memorial Building
- United States Botanic Garden
- Capitol Power Plant
- United States Capitol Visitor Center
- The Capitol Grounds

Neben den Gebäuden des Komplexes gehören auch diverse Denkmale, Skulpturen und andere Kunstwerke zum Komplex.
- National Statuary Hall Collection
- Statue of Freedom
- Ulysses S. Grant Memorial
- Peace Monument
- James A. Garfield Monument